# Vretsia
Vretsia (en griego: Βρέτσια, en turco: Vretça) es un pueblo abandonado turcochipriota en el Distrito de Pafos de la isla de Chipre, situado a 4 kilómetros al noreste de Koilineia y a 5 del Monasterio de Panayia Khrysorryiatissa, en la estribación suroeste de la cordillera de los montes Troodos. Vretsia significa "mojarse" en griego. En 1958 los turcochipriotas adoptaron el nombre de Dağaşan, que significa "personas que superan la montaña." Después de la invasión turca de 1974, los habitantes turcochipriotas de la aldea emigraron hacia el norte de Chipre.

## Habitantes ilustres
- Özker Özgür, político y parlamentario turcochipriota partidario de la unificación de la isla.

- Dr. Ihsan Ali, diplomático turcochipriota y asesor del Arzobispo Makarios III.

- Prof. Dr. Salih Karaali, profesor de Astronomía en la Universidad de Estambul.[2]